# Erik Isberg (arkitekt)
Erik August Barthold Isberg, född 16 december 1885 i Malmö, död 25 juli 1973 i Askim, var en svensk arkitekt.
Isberg genomgick Chalmers tekniska läroanstalts lägre avdelning 1900–1904, var extra elev hos högre avdelningen 1904–1905, studerade vid Technikum i Strelitz och var tillfällig elev vid Kungliga Tekniska Högskolan 1910. Han var anställd hos Carl Westman och bedrev egen verksamhet i Stockholm, innan han 1960 återvände till Göteborgstrakten. Han ritade sjukhus i bland annat Eskilstuna, Katrineholm och Flen samt ett kontorshus på Västra Trädgårdsgatan i Nyköping (1950).